# Didio Giuliano
Cesare Marco Didio Severo Giuliano Augusto (in latino Caesar Marcus Didius Severus Iulianus Augustus; Mediolanum, 30 gennaio 133 – Roma, 1º giugno 193), nato Marco Didio Giuliano e meglio noto semplicemente come Didio Giuliano è stato un imperatore romano, regnante per pochi mesi, dal 28 marzo al 1º giugno del 193.
Fu un ricchissimo senatore che riuscì a divenire imperatore comprandosi la carica dai pretoriani i quali, avendo assassinato il precedente imperatore Pertinace, l'avevano messa praticamente all'asta in cerca del partito a loro più favorevole. Riconosciuto anche dal Senato, non seppe guadagnarsi però la benevolenza della popolazione, né tantomeno il necessario appoggio delle legioni, presso le quali si levarono dalle province alcuni pretendenti al soglio che ne causarono infine la caduta dopo soli pochi mesi di governo.

## Biografia
Giuliano nacque a Mediolanum (l'odierna Milano), nella Regio XI Transpadana, nel 133 o nel 137, figlio di Quinto Petronio Didio Severo, politico romano di origini insubri per parte paterna, e di Emilia Clara, donna romana originaria di Hadrumetum (l'odierna Susa, in Tunisia), nella provincia dell'Africa Proconsolare.
Improbabile la notizia, riportata nella Historia Augusta, che fosse bisnipote di Salvio Giuliano, poiché quest'ultimo, nato verso la fine del I secolo, non poteva essere bisnonno di qualcuno nato non più tardi del 137.
La sua carriera fu ricca di cariche: questore nel 157, a ventiquattro anni (uno meno dell'età minima), edile e pretore nel 163, legatus legionis della XXII Primigenia a Mogontiacum (l'odierna Magonza, in Germania), governatore di rango pretorio della Gallia Belgica dal 170 al 174 circa, durante cui si distinse nel respingimento di un'invasione di Cauci dal mare e una di Catti, tanto da fargli meritare il consolato - probabilmente - nel 175 insieme al futuro imperatore Pertinace, ed infine governatore, prima della Dalmazia, forse dal 176 al 180, e poi della Germania inferiore dal 180 al 184, e prefetto dell'annona.
Sotto il regime di Commodo, rischiò di essere condannato per una denuncia collegata alla cosiddetta congiura di Lucilla, sorella dell'imperatore, ma scampò al pericolo poiché l'imperatore non credette all'accusa. Giuliano comunque preferì ritirarsi a vita privata ma, in seguito, lo stesso Commodo lo nominò prima governatore della Bitinia (probabilmente tra il 185 e il 189), poi nuovamente console e infine governatore dell'Africa (190-192).
Alla morte di Pertinace, con il quale sembra avesse un buon rapporto, fu nominato imperatore al posto di Sulpiciano, perché aveva offerto più sesterzi (25.000 secondo l'Historia Augusta) ai pretoriani di quest'ultimo. Lo stesso giorno fu riconosciuto anche dal senato, che nominò auguste la moglie Manlia Scantilla e la figlia Didia Clara.
Solo il popolo gli fu sempre ostile, visto anche lo scherno mostrato nei confronti della frugalità del predecessore, notizia questa ritenuta falsa nella Historia Augusta. Più volte il popolo lo criticò aspramente e non cambiò idea neanche sotto la minaccia "della spada" e la promessa "dell'oro". I veri problemi non venivano dal popolino di Roma, ma dagli eserciti delle province, che non avevano giurato fedeltà all'imperatore, tanto che in più parti erano scoppiate rivolte: Clodio Albino con gli eserciti della Britannia, Pescennio Nigro con quelli della Siria e Settimio Severo con quelli dell'Illirico.
Didio Giuliano mandò uomini e ambascerie per eliminare il problema alla radice e nel frattempo si preparò allo scontro, mal riponendo la sua fiducia nei pretoriani. Dopo aver tentato di bloccare Settimio Severo, che attraversando l'Italia e discendendo verso Roma si era pure impadronito della flotta di Ravenna, intraprese con lui trattative diplomatiche per associarlo al trono, ma la posizione di Didio Giuliano era ormai troppo compromessa e Settimio Severo rifiutò l'offerta. Senza più nessuno dalla sua parte, fu ucciso in un luogo remoto dai pretoriani, su ordine del Senato, mediante decapitazione il 1º giugno 193.